# 小山内裏公園
小山内裏公園（おやまだいりこうえん）は、東京都町田市および八王子市に所在する都立公園。

## 概要

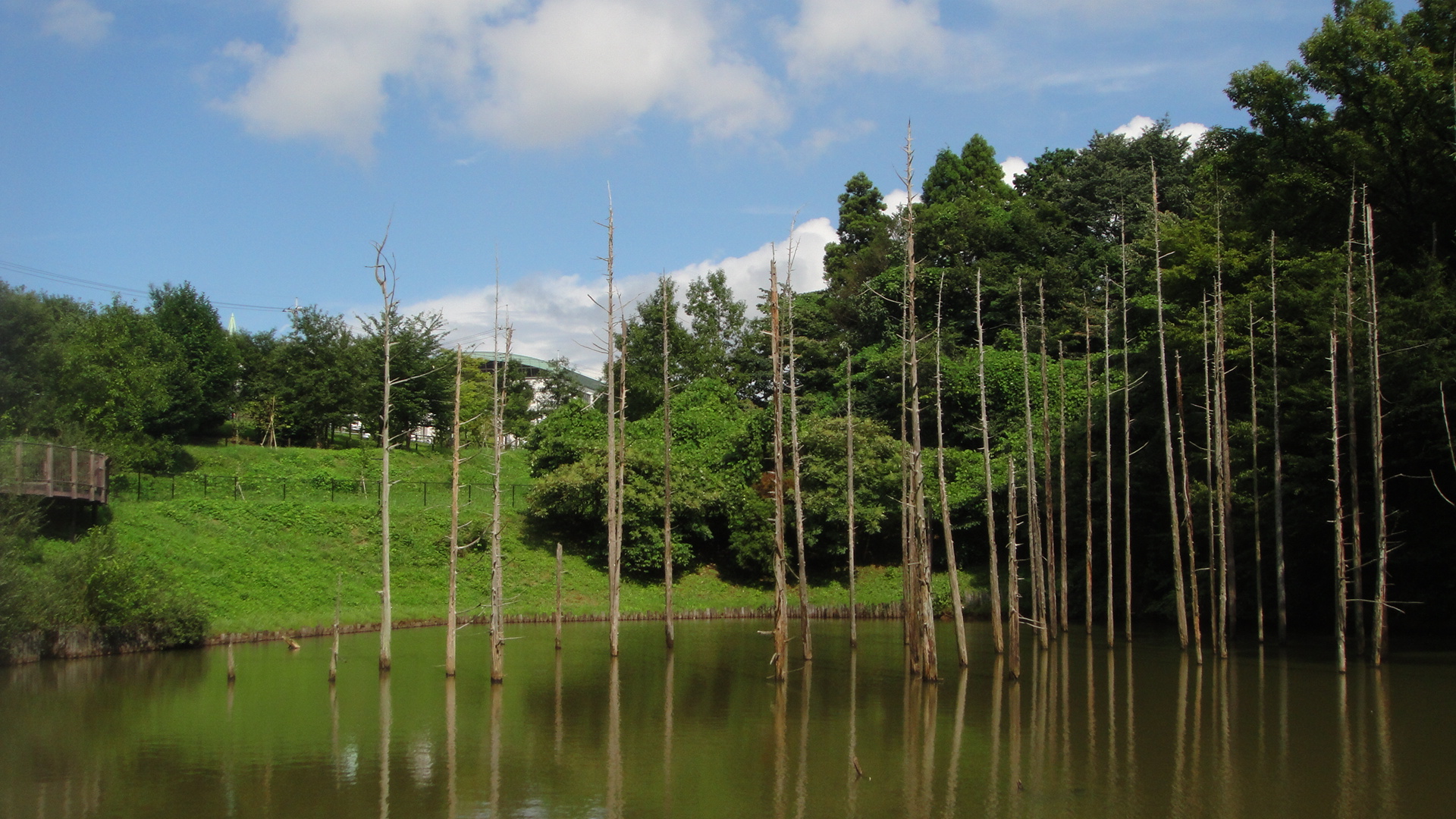
大田切池

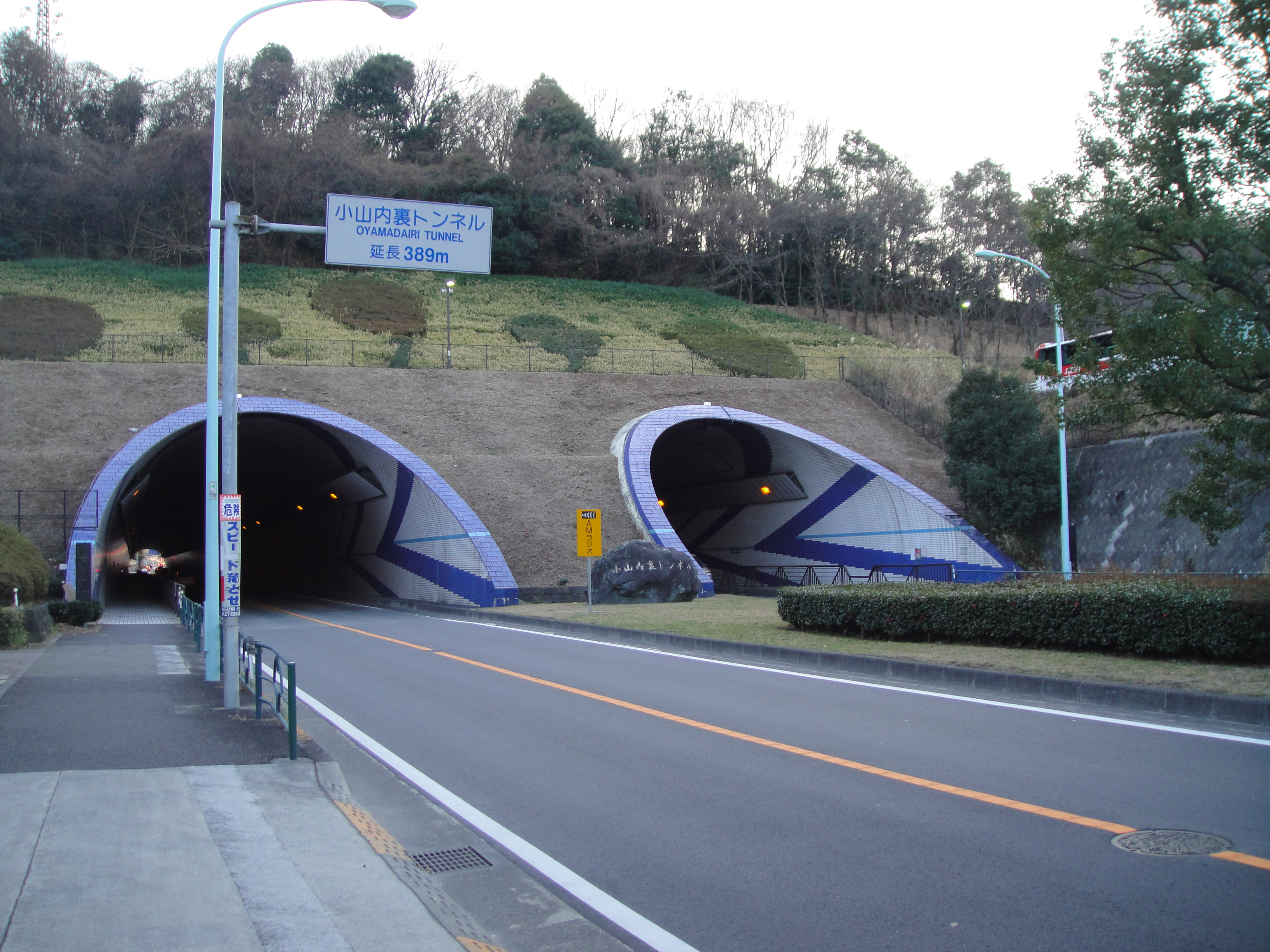
公園の下を貫通している小山内裏トンネル（八王子市側）

2004年（平成16年）7月1日に開園。多摩ニュータウンの西部に位置し、町田市小山ヶ丘・八王子市南大沢および鑓水にある。面積459,211平方メートルの広大な公園であるが、大部分は4つのサンクチュアリとなっており、立ち入ることはできない。
ホシザクラなどといった貴重な自然と大田川の源流である大田切池、尾根緑道（戦車道路）、津久井往還（鮎道）が特徴である。尾根緑道はジョギングコースとして利用されている。
尾根緑道は第二次世界大戦時に相模原陸軍造兵廠（現：相模総合補給廠）によって、現在の町田市図師町付近から小山ヶ丘付近にかけての尾根上に造られた戦車のテスト・操縦訓練用の道路であった。その後、防衛庁（当時）が管理していたが、多摩ニュータウンの開発のために土砂を運ぶための道路として整備された後、緑地として開放されるようになった。また、公園の下を多摩ニュータウン通りの小山内裏トンネルが貫通している。詳細は尾根緑道を参照。

## 施設
- パークセンター（管理所）
- 水辺の広場
- 多目的広場
- 草地広場
- 西展望広場
- 東展望広場
- 南広場
- 里山広場
- 草地広場
- 芝生広場
- 大田切池
- 内裏池
- バーベキュー広場
- わんわんふれあい広場（ドッグラン）
- 水田

## 環境
公園内で見られる植物。
- アオイスミレ
- アキノタムラソウ
- アセビ
- アンズ
- ウグイスカグラ
- ウバユリ
- ウメ
- エゴノキ
- オオイヌノフグリ
- オオカンザクラ
- オカトラノオ
- カタクリ
- カワズザクラ
- カントウタンポポ
- カンツバキ
- キブシ
- クリスマスローズ
- クロモジ
- コウヤボウキ
- サザンカ
- シラヤマギク
- シラカシ
- シュンラン
- シロバナタンポポ
- スイセン
- タチツボスミレ
- ヂンチョウゲ
- ツバキ
- ナギナタコウジュ
- ナノハナ
- ネムノキ
- ハナダイコン
- ヒイラギナンテン
- ヒメオドリコソウ
- ヒュウガミズキ
- ホシザクラ
- ホトケノザ
- ミツマタ
- ミミガタテンナンショウ
- ムラサキカタバミ
- モミジイチゴ
- ヤクシソウ
- ヤマザクラ
- ヤマハッカ
- ヤブツバキ
- ヤブレガサ
- ユキヤナギ
- リョウブ
- レンギョウ
- ワレモコウ

## アクセス
- 常時開園、入園料無料。

広大な公園であるため入口によってアクセス方法が異なる。
- （多摩境口）多摩境駅東口（A1出口）より徒歩5分。
- （南大沢口）南大沢駅よりバスで南大沢五丁目循環に乗り「南大沢学園前バス停」で下車。

いずれも路線は京王相模原線である。